# Kombinatorická teorie her

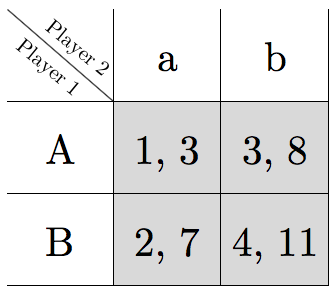
Příklad hry.

Kombinatorická teorie her je matematická disciplína, která studuje určité přesně definované hry z kombinatorického hlediska, tj. zvažováním vlastností množin stavů, v rámci kterých se mezi takovými hrami přechází. Mezi další vlastnosti studovaných her patří úplná informace o pravidlech a stavu, či existence právě dvou soupeřících hráčů, kteří se střídají ve svých tazích.
Nejčastěji se pracuje s hrami matematickými jako je třeba Hackenbush či Nim. Známější hry, jako jsou Piškvorky, jsou pro analýzu příliš složité, ačkoliv bylo v nedávné době dosaženo úspěchů při rozebírání koncových pozic v Go.